# Szprotawa
Szprotawa es un municipio de Polonia, en el distrito de Żagań del voivodato de Lubusz. Se extiende sobre una superficie de 10,95 km² y en 2019 contaba con 11820 habitantes.